# Ritterschlag

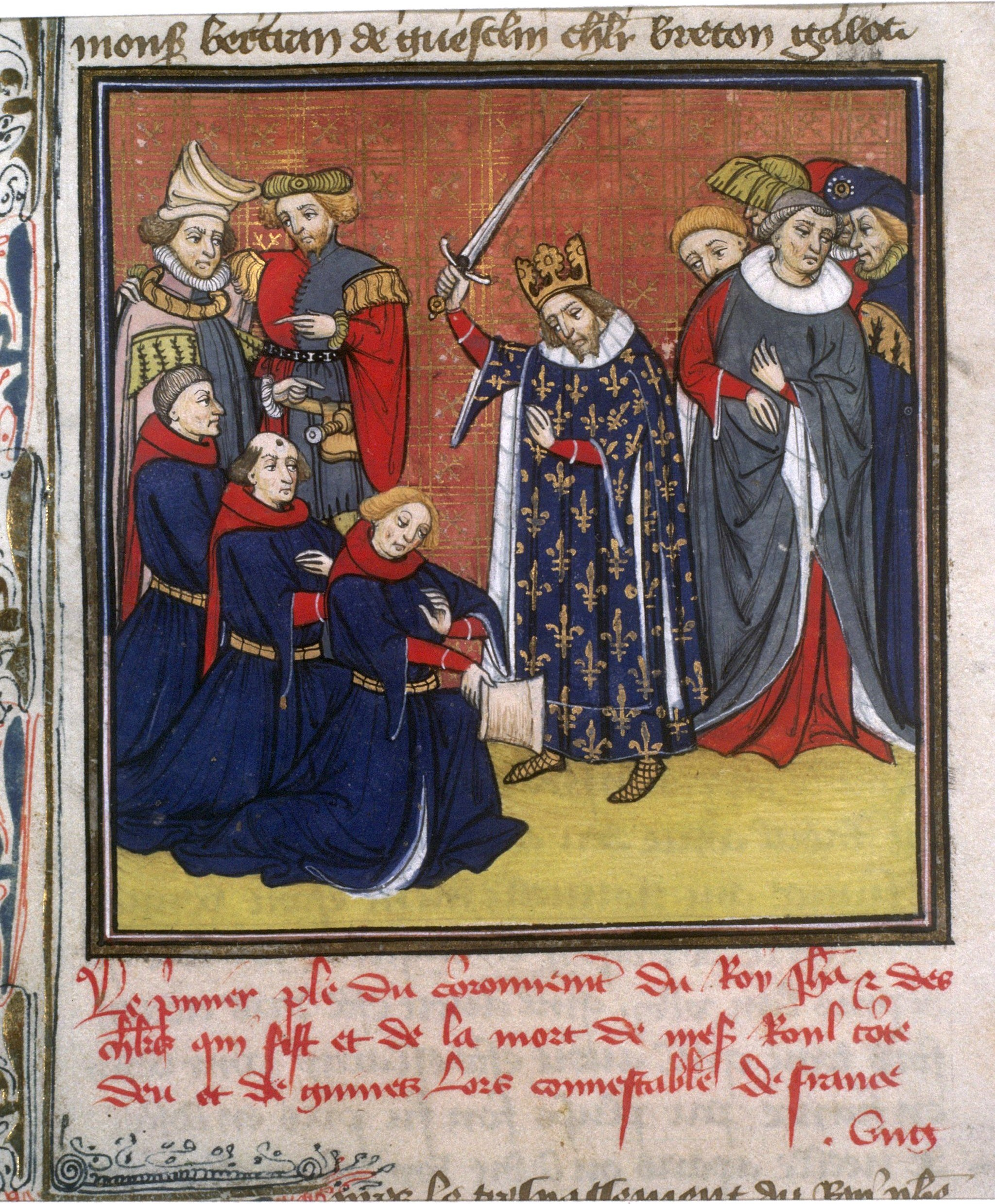
Johann II. (1319–1364) beim Ritterschlag, Bilderhandschrift um 1400

Der Ritterschlag (Accolade) ist ein feierlicher Initiationsritus, mit dem ein Mann von einem Herrscher oder einem anderen Adeligen in den Ritterstand erhoben wurde. Im späteren Mittelalter war die „Ritterbürtigkeit“, also die Abstammung von adeligen, ritterlichen Vorfahren, meist Voraussetzung für die Aufnahme in den Ritterstand. 
Der Ritterschlag löste ab dem 14. Jahrhundert in Mitteleuropa die Schwertleite als die gängige Form der Ritterpromotion ab. Schwertleite und Ritterschlag sind also zwei unterschiedliche Initiationsriten, besonders in populärwissenschaftlichen Werken werden beide Formen oft fälschlicherweise gleichgesetzt. Im Vereinigten Königreich ist der Ritterschlag eine bis heute erhalten gebliebene Auszeichnung für besondere Leistungen in Wissenschaft, Kultur, Kunst usw., die nur durch den jeweils amtierenden britischen Monarchen verliehen werden kann. Der Ritterschlag findet seit dem 17. Jahrhundert meistens nur noch als Aufnahme in einen Ritterorden statt.

## Schwertleite und Ritterschlag
Ab dem 12. Jahrhundert ist die Schwertleite in Schriftquellen nachweisbar, der Neuritter wurde mit dem Schwertgurt umgürtet und erhielt seine Sporen. Der Schwertgurt war (neben den Sporen) ursprünglich das eigentliche Symbol der Ritterwürde, nichtritterliche Krieger befestigten die Waffe üblicherweise am Sattel. In der Realität wurde diese Unterscheidung jedoch wohl rasch aufgegeben.
Der Ritterschlag ist erstmals im Frankreich des frühen 13. Jahrhunderts nachweisbar. Möglicherweise wurde er vom böhmischen König und deutschen Kaiser Karl IV. ins Reichsgebiet „importiert“. Karl, der eigentlich auf den Namen des böhmischen Nationalheiligen Wenzel getauft worden war, wurde am französischen Königshof erzogen, nahm den Namen seines königlichen Paten an und kam erst als Erwachsener in seine Heimat zurück.
Die Schwertleite scheint ursprünglich nur ein Mannbarkeitsritus gewesen zu sein, der jedem waffenfähigen Freien zustand, entwickelte sich aber später zur tatsächlichen Standeserhöhung, der Aufnahme in den Ritterstand. Durch den Herrscher des Heiligen Römischen Reichs zum Ritter erhobene Personen wurden als Ritter vom Goldenen Sporn bezeichnet.

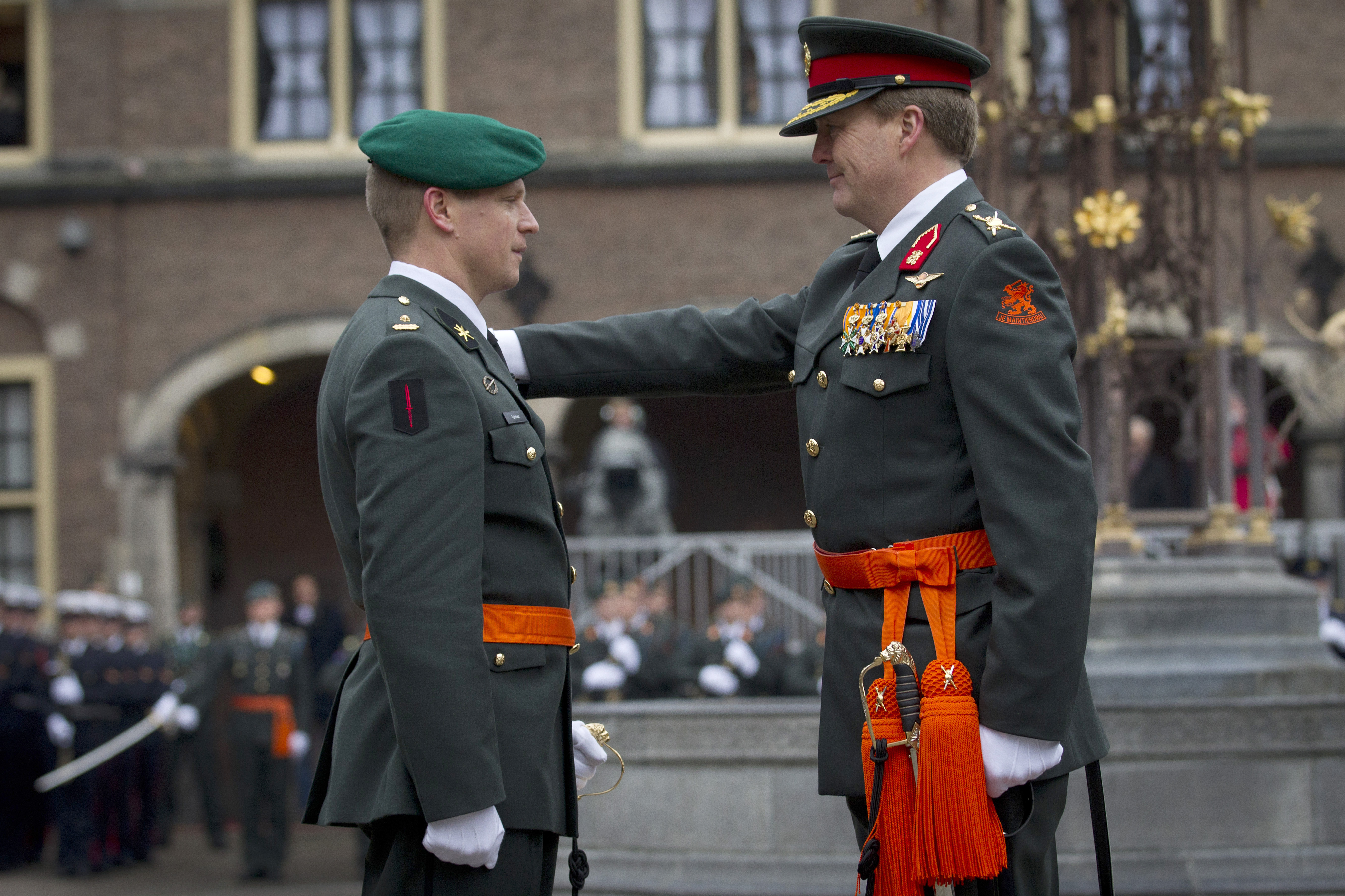
Ritterschlag durch König Willem-Alexander

Auch während der Schwertleite bekam der künftige Ritter oft einen echten Schlag ins Gesicht, auf den Hals oder auf die Schulter, entweder, damit ihm die Zeremonie besser im Gedächtnis blieb (ähnlich der Sitte, Zeugen bei einem Vertragsabschluss zu ohrfeigen), oder es gab magische Vorstellungen, dass die Kraft des Schlagenden auf den Geschlagenen überging. Man kann diesen Schlag auch als eine Art Prüfung deuten, der Geschlagene konnte so seine Fähigkeit zur Selbstbeherrschung nachweisen, die den nun Erwachsenen vom Jugendlichen unterschied. Allerdings sollte dies der letzte unerwiderte Hieb im Leben des Neuritters bleiben. Ob ein solcher Schlag bereits zum ursprünglichen Ritual der Schwertleite gehörte, ist umstritten. Sicherlich gab es hier auch deutliche regionale Unterschiede, auch in Hinsicht auf die Verbindung mit einer kirchlichen Weihehandlung, die oft fester Bestandteil des Rituals war. Diese wurde von Geistlichen durchgeführt. Wenn ein Ritter einer Abtei einem Bischofssitz zugehörig war, konnte der Ritterschlag vom Diakon oder Priester durchgeführt werden. Zum Professritter konnte nur ein Bischof schlagen. In den Niederlanden erfolgt der Ritterschlag bis heute durch einen Schlag des Monarchen mit der flachen Hand auf die Schulter des Auszuzeichnenden. 

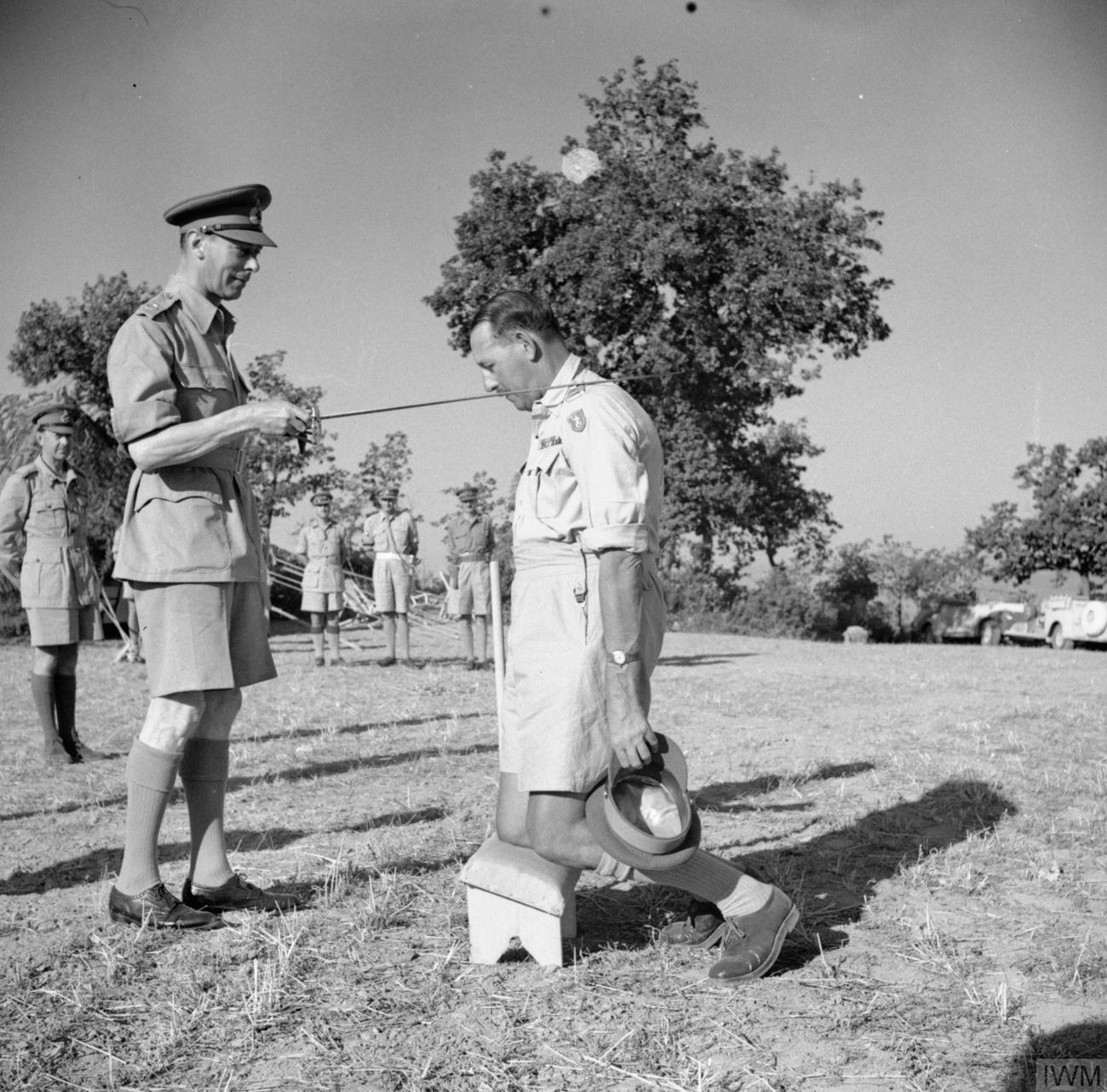
König George VI. schlägt General Oliver Leese während des Zweiten Weltkrieges 1944 zum Ritter

Der Ritterschlag ersetzte nun den echten, schmerzhaft ausgeführten Backenstreich durch ein Antippen von Hals- oder Schulterpartie mit der Schwertspitze oder -klinge, so wie es heute noch in Großbritannien praktiziert wird. In Deutschland findet sich dabei in verschiedenen Varianten die Formel: „Besser Ritter/Herr als Knecht.“ Manchmal genügte allerdings auch die Berührung mit der Hand, wie sie schon bei der Schwertleite üblich gewesen sein soll. Es ist wohl auch davon auszugehen, dass beide Formen eine längere Zeit nebeneinander praktiziert wurden.
Üblicherweise kniete der Knappe oder Edelknecht beim Ritterschlag vor seinem Lehnsherren, einem Priester, Diakon, Hochadligen oder sogar Bischof. Das vereinfachte Ritual war bei Massenpromotionen von Vorteil, besonders vor einer Schlacht. Der „Ritterstand“ erhöhte nach Ansicht einiger Historiker die Überlebenschancen, da wohlhabende Krieger meist gefangen genommen wurden und Lösegeld für sie eingefordert wurde. Allerdings stellt sich hier die Frage, wie der Gegner im Kampf den Stand des Widersachers erkennen konnte, er dürfte ihn eher nach seiner Ausrüstung beurteilt haben.
Meist ging der Ritterpromotion eine lange Lehrzeit als Page und Knappe voraus. Die Jungen wurden ihrer Mutter oder Amme bereits im Alter von sechs oder sieben Jahren entrissen und einem verwandten oder befreundeten Ritter zur Ausbildung übergeben. Oft war dies der Bruder der Mutter, viele Feudalherren übernahmen allerdings selbst die Obhut über die Söhne ihrer Vasallen. So sollte offenbar die Bindung an den Lehnsherren gefestigt werden, für viele dieser jungen Adeligen wurde der ausbildende Ritter zum Vaterersatz, dem man oft sein Leben lang bedingungslos ergeben blieb. Bis etwa zum 14. Lebensjahr dienten die Knaben als Pagen auf der Burg ihres „Ersatzvaters“, danach galten sie praktisch als volljährig, konnten heiraten und sogar den Treueeid ableisten. Ab diesem Alter dienten sie ihrem Herren als Knappen, waren also für den Unterhalt der Pferde, den Transport und die Wartung der Waffen und der Rüstung zuständig. Sie begleiteten die Ritter auf Kriegszügen und zu Turnieren, auch auf der Jagd, lernten zu reiten und das Schwert und die Lanze zu führen. Um das 21. Jahr, manchmal früher, wurden sie bei entsprechender Eignung zum Ritter promoviert. Solche Promotionen gingen oft in Verbindung mit anderen Festen vonstatten, etwa Hochzeiten oder Taufen. Meist wurden mehrere Knappen oder Edelknechte gleichzeitig zu Rittern erhoben, Massenpromotionen kamen häufig vor. Allein die Ausrichtung der Promotionsfeier brachte viele Ritter an den Rand ihrer wirtschaftlichen Leistungsfähigkeit, es war von Vorteil, wenn man sich die Kosten mit zahlreichen anderen Neurittern teilen konnte. Hier schloss man sich gerne der Promotion eines wohlhabenden Adeligen an. Solche Feierlichkeiten waren häufig mit einem Turnier oder Buhurt verbunden.
Im Brauchtum der Jägerschaft ist das Ritual des Ritterschlages in manchen Regionen ebenfalls erhalten. Wer Jäger werden wollte, erhielt eine Grundausbildung (heute der Jägerkursus) und wurde so zum Jungjäger. Eine weitere Zeit hatte er unter Anleitung und Aufsicht eines Lehrprinzen abzuleisten (heute dauert die „Jungjägerzeit“ drei Jahre ohne Lehrprinzbegleitung, nach drei Jahren ist der Jungjäger pachtfähig). Am Ende der Jungjägerzeit wurde der Jungjäger zum Jäger geschlagen: Im Rahmen einer Versammlung wurden seine Schultern mit dem Hirschfänger seines Lehrprinzen berührt. Auch ein Schlag mit dem Waidblatt auf das Gesäß war üblich. Wie beim Ritterschlag gab es vereinzelt auch einen Schlag mit der flachen Hand ins Gesicht als letzten unerwiderten Angriff.

## Ritter und Edelknecht
Allerdings bedeutete der Ritterschlag nicht immer die tatsächliche Standeserhebung, oft kam er eher einer Ordensverleihung gleich. Dem Ausgezeichneten fehlte oft die wirtschaftliche Grundlage, um auch seinen Nachfahren eine „ritterliche Lebensweise“ (und damit das Konnubium mit ritterbürtigen Familien) zu ermöglichen, was beides die Voraussetzung dafür war, ab der dritten Generation als „ritterbürtig“ und damit adlig zu gelten. Die meisten Ritter gehörten dem Stand der Ministerialen (des unfreien Dienstadels) an. Dieser setzte sich zusammen aus ursprünglich freien Bauern, die in den Dienst örtlicher Herren traten, sowie aus hörigen Unfreien, die oft schon seit Generationen als Meier auf den Fronhöfen des Adels tätig waren. Es traten aber auch ursprünglich Edelfreie in den Ministerialendienst, meist um ihren Landbesitz durch Lehen zu vermehren und den Schutz eines mächtigeren Lehnsherren und seiner Dienstmannschaft zu erlangen. Handwerker konnten in Deutschland grundsätzlich nicht den Ritterschlag erhalten – anders als in Italien, worüber sich schon Otto von Freising in seinen Gesta Friderici erstaunte.
Im späteren Mittelalter mussten die meisten ritterbürtigen Adeligen aus finanziellen Gründen auf die Ritterwürde verzichten, blieben also Edelknechte ohne Schwertleite oder Ritterschlag, weil sie es sich nicht leisten konnten, die erforderlichen Pferde, Rüstungen, Waffen, Knappen und Kriegsknechte zu unterhalten. In Frankreich war die Integration des „ministerialen“ Dienstadels bereits im 11. Jahrhundert beendet, in Mitteleuropa dauerte dies bis ins 13. Jahrhundert. Möglicherweise ist hier einer der Gründe für die rasche Verbreitung des „französischen“ Ritterschlages zu suchen, der Schwertgurt wurde sicherlich auch von den meisten Edelknechten getragen, konnte also nicht mehr als eindeutiges Unterscheidungsmerkmal zwischen Ritter und Edelknecht dienen. Diese Unterscheidung wird aber besonders in den Zeugenlisten der zeitgenössischen Urkunden deutlich: Dort sind die wenigen Ritter immer als eigene Gruppe vor den weitaus zahlreicheren Edelknechten aufgeführt.
Der Ritterschlag auf der Engelsbrücke, zumeist nur überliefert als „Tiberbrücke“, war, nach dem am Heiligen Grab, der am höchsten bewertete. Zahlreiche Männer, oft in Gruppen, wurden hier zu Rittern geschlagen. Beispiele sollen Wolfgang III. Kämmerer von Worms oder Heinrich von Pappenheim gewesen sein.